# Babalwa Latsha
Pas d'image ? Cliquez ici

a Compétitions nationales et continentales officielles uniquement.

b Matchs officiels uniquement.
Dernière mise à jour le 15 septembre 2024.
Babalwa Latsha, née le 31 mars 1994 à Mount Frere (Afrique du Sud), est une joueuse internationale sud-africaine de rugby à XV et internationale de rugby à sept, jouant au poste de pilier.
Elle est capitaine de l'Afrique du Sud à partir de 2019. Elle est la première joueuse sud-africaine à être devenue professionnelle en rejoignant le club espagnol du Eibar RT.

## Biographie
Babalwa Latsha naît le 31 mars 1994 à Mount Frere en Afrique du Sud et grandit dans le township de Khayelitsha près de la ville du Cap. Elle se décrit comme une enfant "grassouillette et réservée". Elle ne commence le rugby à XV qu'à 21 ans à l'université du Cap-Occidental, où elle fait des études de droit. Ses entraineurs détectent son talent et la poussent à prendre le rugby au sérieux car ils l'estiment capable d'intégrer l'équipe provinciale, voire la sélection nationale.
En 2016, elle intègre l'équipe de la Western Province. Elle devient capitaine de l'équipe en 2018.[réf. nécessaire]
Elle devient internationale sud-africaine en 2018 contre le pays de Galles à Cardiff (19-5).
En 2020, elle devient professionnelle en rejoignant le club espagnol d'Eibar RT,, où elle inscrit treize essais en sept matchs. L'expérience est malheureusement interrompue par la pandémie de Covid-19.
Elle est retenue en septembre 2022 pour disputer sa première Coupe du monde en Nouvelle-Zélande.
En février 2023, elle part jouer en Angleterre sous les couleurs des Harlequins. Au mois d'octobre, elle rejoint sa sélection pour disputer la première édition du WXV 2, la nouvelle compétition créée par World Rugby.

## Palmarès

### En province
- Vainqueur du championnat inter-provinces d'Afrique du Sud à trois reprises[10].

### Distinctions individuelles
- Joueuse de l'année de la Western Province en 2016[10].
- « South African Rugby Union Women’s Achiever of the Year » en 2017[11].
- Athlète de l'année de l'université du Cap-Occidental en 2018[10].

## Engagements
Babalwa Latsha dirige l'association Menstruation Foundation qui vise à rendre les produits d'hygiène féminine accessibles aux plus pauvres. Elle est aussi ambassadrice de la Beast Foundation créée par le Springbok Tendai Mtawarira. Elle est également ambassadrice de l'organisation philanthropique Laureus.